# Royaume de Gampola
1341–1412
Entités précédentes :
- Royaume de Dambadeniya

Entités suivantes :
- Royaume de Kotte

Le royaume de Gampola (en singhalais : ගම්පොළ)  est une monarchie qui a existé au XIVe siècle, dans l'actuel Sri Lanka.

## Histoire

### Royaume de Raigama
Raigama faisant partie du petit royaume de Gampola, le roi Weerabahu II a dirigé la ville de Raigama de 1392 à 1397.
Le roi Vira Alakesvara de Gampola a intégré le royaume de Raigama à celui de Kotte en 1397, après cinq années de rébellion. Puis il a intégré celui de Gampola au royaume de Kotte à la mort du roi Bhuvanakabahu V.

### Chute du royaume
Toute la période qui a suivi le royaume de Polonnaruwa était un long déclin. Les royaumes de Dambadeniya, Kurunegala et Gampola contrastent fortement avec celui Polonnaruwa en l'absence de vestiges structurels, hormis les deux temples de Lankatilaka et de Gadaladeniya. Même le temple de la Dent érigé par Parakramabahu V dans ses premières années a dû être reconstruit avant la fin de son règne. 
Un signe incontestable de pauvreté nationale est le fait que le Massa d'or était finalement devenu une simple pièce de cuivre au moment du règne de Parakramabahu IV de Dambadeniya. La suppression de la capitale à Gampola était due à des problèmes internes : la révolution de palais enregistrée par Ibn Batuta a été remarqué, et Parakramabahu V a du abandonné les traditions de Kurunegala pendant la guerre. 
À ce moment, le royaume de Jaffna prenait de plus en plus de puissance vers la fin du XIVe siècle. Le déclin de la monarchie cingalaise fut arrêté le premier Roi de Kotte, Parakramabahu VI.